# Montreuil-le-Gast
Montreuil-le-Gast település Franciaországban, Ille-et-Vilaine megyében. Lakosainak száma 2048 fő (2022. január 1.). Montreuil-le-Gast Melesse, La Mézière, Saint-Médard-sur-Ille és Vignoc községekkel határos.

## Népesség
A település népességének változása:
| Lakosok száma | 513  | 1136 | 1580 | 1890 | 1928 | 1927 | 1936 | 1972 | 1983 | 2048 |
|               | 1968 | 1982 | 1990 | 2006 | 2013 | 2015 | 2017 | 2019 | 2020 | 2022 |